# William Clochard
William Clochard, de son vrai nom Horace Marcel Clochard, de père inconnu, né le 1er mai 1894 à Bordeaux et mort le 13 octobre 1990 à Nogent-le-Roi, est un artiste peintre français.

## Biographie
A l'âge de 5 ans, il vient vivre à Paris et découvre sa vocation pour le dessin sur les genoux de Caran d'Ache, ami de la famille, qui lui apprend à dessiner d'un seul trait. William Clochard est mis en pension à Rueil-Malmaison dans deux établissements, l'Institution Richelieu (Poujade), 19 boulevard des Ormes, et au pensionnat de garçons, 15 rue des Muettes, aujourd'hui rue René Cassin.
En 1905, il apprend à jouer du violon avec le peintre Maurice de Vlaminck (1876-1958) qui réside boulevard des Ormes et donne des leçons de violon pour subvenir aux besoins de sa première famille. Avec lui il découvre toute la musique écrite pour deux violons et fonde après la 1ère guerre mondiale un orchestre qui anime des bals populaires. Il considère Vlaminck comme son père spirituel ; celui-ci l'emmène lorsqu'il va peindre sur le motif à Chatou ou Bougival et lui transmet l'amour de la peinture et de la couleur mais sans jamais lui donner de leçon. 
Considéré comme un membre de la famille, William Clochard fait la connaissance de ceux qui fréquentent la maison du peintre à La Jonchère (Rueil-Malmaison) puis la villa Saint-Michel (Bougival) : André Derain, Guillaume Apollinaire, Georges Duhamel notamment.
La première guerre mondiale les sépare ; William Clochard mobilisé aux Corvées près de Dreux est envoyé sur le front près de Verdun, aux Eparges, où il est fait prisonnier en avril 1915 et envoyé en Bavière au camp de Würzburg jusqu'en novembre 1918. Il met ses talents de caricaturiste et de musicien au service de ses compagnons de captivité en collaborant à la revue de l'Intermède, revue à laquelle adhèrent des Français pour garder un lien, Vlaminck fait partie des abonnés. En novembre 1918, celui-ci propose à William Clochard de l'héberger, comme un fils, mais celui-ci refuse par dignité et commence à peindre tout en donnant des leçons de violon.
Sa carrière commence vraiment lorsqu'il expose des toiles au salon des Indépendants en 1926, ce qu'il fera chaque année jusqu'en 1970. Les premières critiques soulignent le lien avec les tableaux de Vlaminck, il ne reniera jamais l'influence de ce père spirituel sur sa propre vie, mais très vite émerge son propre style qui donne une grande place au mouvement.
En 1933, il s'installe à Saint-Lucien (Eure-et-Loir) avec sa femme Solange et son fils Wilfrid, village qu'il ne quittera jamais jusqu'en 1990. La Beauce fut une source d'inspiration féconde mais également les ports de l'Atlantique, la Brière, les gorges du Tarn...De très nombreuses expositions le firent connaître en France et à l'étranger ; il peignit près de 2000 oeuvres et rédigea ses mémoires de la première guerre mondiale dans l'ouvrage Pour du beurre en 1980.
En 1987, une exposition à Nottonville célèbre ses 60 ans de peintures ; une partie de ses toiles montre son engagement à préserver des paysages ou des techniques appelés à disparaître : chevaux de trait au labour ou aux moissons, trains à vapeur et passages à niveau.
Il fut un artiste d'émotion, très libre dans ses techniques et ses choix picturaux, cherchant à "peindre juste" comme on joue juste en musique et à exprimer "Le plus de vérité possible avec le moins de précision" en droite ligne des peintres impressionnistes.

## Citation
« La suppression du train à vapeur et des passages à niveau transformera le paysage.
Il se peut que d'autres décors de ciment et de plastique, demain, charment les hommes, mais ces perspectives me désolent, c'est pourquoi j'ai voulu fixer, avant leur disparition, ces pittoresques images qui m'ont été toujours source d'émotion. » — William Clochard, avril 1957

## Publications
- Album de la Galerie des Pendus, éditions de l'Intermède, 1918. Recueil de quarante trois croquis de compagnons de captivité publiés dans la revue de L'Intermède.
- Vlaminck à qui je dois... Souvenirs (de 1907 à 1924), 24 pages (1958). Enregistrement d'extraits lus par l'auteur offert par les descendants du peintre au Musée d'histoire locale de Rueil-Malmaison et à l'Institut Wildenstein.
- Pour du beurre, imprimé à cinq cents exemplaires, éd. Jean Grassin (1980). Il y relate son expérience de poilu. Autobiographie rédigée à partir de ses notes et croquis pris sur le front  à Verdun et de son expérience durant ses années de captivité à Würzburg en Bavière d'avril 1915 à novembre 1918. Consultable à la BNF.

## Œuvres

### Collections publiques
- Chartres
  - Musée des Beaux-arts : Crépuscule (1947) ;
  - Préfecture d'Eure-et-Loir : La Cathédrale, 1942 ;
  - Lieu à déterminer :Verglas à Chartres[4].

- Dreux
  - Musée d'Art et d'Histoire : Neige au roulier (1964)

- Paris
  - Centre Pompidou : Effet de neige en Normandie (1930), offert par Jean Cassou au centre Pompidou en 1939.
  - Lieu à déterminer: Neige à Saint-Lucien[4],[a]

- Rueil-Malmaison  :
  - Vieille rue de Rueil en hiver  (= Rueil rue haute) (1939), mairie de Rueil, salle des mariages.
  - Le Tramway de Rueil-ville (1974), mairie de Rueil, salle des mariages.
  - La cabane des charbonniers de St Cucufa (1966), musée d'histoire locale
  - Roses blanches (1940), musée d'histoire locale
  - Voiture à cheval, dessin aquarellé, musée d'histoire locale

## Expositions
Liste non exhaustive
- 1926 : première exposition au salon des Indépendants (et chaque année jusqu'en 1970)
- 1928 : exposition au 1er salon de Paris et au salon des Tuileries
- 1941 : exposition à Agen
- 1943 : exposition au Salon de la Beauce, musée de Chartres
- 1950 : exposition à Biarritz et au Mans
- 1951 : exposition à Bayonne
- 1954. 25è exposition. "Du Pas-de-calais au Golfe de Gascogne en 120 escales pittoresques".
- 1957: ¨Paysages surgis des passages à niveau. Hôtel des Ingénieurs Arts et Métiers. Paris XVIè. Sous le patronage de Louis Armand directeur de la SNCF.
- 1962 : exposition au Mans
- 1963 : exposition à St Nazaire "Les sports de papa" et à Angers en 1964.
- 1966:  exposition à la Wiener Gallery, New York; à Chartres (Hôtel de France) et à Nogent-le-roi.
- 1967: exposition à la Nouvelle-Orléans.
- 1969 : Le personnage et son décor, 48 tableaux et montage audio-visuel de Wilfrid Clochard, à Chartres puis à Dreux, à Paris en 1970.
- 1971, 1972, 1973: expositions à Maintenon (Hôtel de l'Aqueduc).
- 1974: "Poésie de la vapeur", exposition à Chartres.
- 1987 : "60 ans de peintures", rétrospective à l'abbaye du Bois de Nottonville.
- 2014 : Palette et mémoire, château de Nogent-le-Roi.
- 2015: William Clochard rend hommage à Maurice de Vlaminck, Rueil-Malmaison, musée d'histoire locale.
- 2017: Florilège, Maison du saumon à Chartres.
- 2018 : Violon et crayon, instruments de la fraternité, commémoration du centenaire de la Grande guerre, manoir de Bel-Ebat à Avon.
- 2021: Saint-Lucien vu par un impressionniste : William Clochard, église et mairie de Saint-Lucien.